# ألان هيوز
ألان هيوز (بالإنجليزية: Alan Hughes)‏ (5 أكتوبر 1948 في المملكة المتحدة - ) هو لاعب كرة قدم بريطاني في مركز الهجوم. لعب مع نادي ليفربول ونادي تشستر سيتي.